# Touraco gris
Crinifer piscator
Espèce
Statut de conservation UICN

 LC  : Préoccupation mineure
Statut CITES
Le Touraco gris (Crinifer piscator) est une espèce d'oiseau de la famille des Musophagidae, vivant dans les forêts (notamment d'Acacia) d'Afrique occidentale.